# Electroclash
Electroclash is een muziekscene en -stroming die eind jaren 1990 is ontstaan. Kenmerkend voor electroclash is dat het een retro-beweging is, gebaseerd op de muziek van de jaren 1970 en 1980, maar met een ironische, postmoderne draai. Electroclash is ook een reactie op de dj-cultuur van de jaren negentig, door de aandacht van elektronische muziek meer op liveoptredens te vestigen.
De muziek is een mengeling van electro, synthpop, Italodisco, new wave en punk. De kleding die wordt geassocieerd met electroclash is gebaseerd op de kitscherige, campy glamrock-look van de jaren zeventig en de new wave van de jaren tachtig. Vaak wordt electroclash ook als genre bestempeld. De uitvinding van de term "electroclash" wordt geclaimd door de Amerikaanse producer Larry Tee, die electroclash in de clubscene van New York introduceerde. Tee organiseerde een Electroclash Festival in New York en bracht ook verschillende electroclash-compilaties uit (This Is Electroclash, The Electroclash Mix). Ook de Duitse DJ Hell van het International Deejay Gigolos-label in München wordt gezien als grondlegger van de electroclash-scene. Het nummer Space Invaders Are Smoking Grass (1997) van de Haagse dj/producer I-F (Ferenc van der Sluijs) wordt vaak genoemd als een van de eerste electroclash-nummers, hoewel het eigenlijk gewoon electro is.
Electroclash veranderde in korte tijd van een exclusieve avantgarde-scene voor cocaïne-snuivende kunstacademiestudenten naar een wereldwijde rage. In alle wereldsteden sprongen electroclash-clubavonden op. De beweging lanceerde de succesvolle carrières van de Scissor Sisters, Fischerspooner en Tiga.
De populariteit van electroclash bereikte een hoogtepunt rond 2002. Daarna zijn de subgenres electrohouse en electrotech populair geworden in de house-scene en worden gezien als opvolgers van electroclash. Andere subgenres van electroclash zijn electrocrass, vooral gekenmerkt door uitgesproken seksueel-getinte teksten en raps, en new rave, dansbare punk.
De electroclash-rage heeft ook bijgedragen tot hernieuwde interesse in electro, met artiesten als Anthony Rother en dj's als Dave Clarke.
België heeft een populaire electroclash-act voortgebracht, het duo Vive la Fête uit Gent.

## Bekende electroclash-artiesten
| - Benny Benassi - Chicks on Speed - Elle Bandita - Felix da Housecat - Fischerspooner - Goldfrapp - Miss Kittin | - Peaches - Scissor Sisters - Tiga - Vive la Fête |

## Bekende electroclash-nummers
- I-F - Space Invaders Are Smoking Grass (1997)
- Miss Kittin - 1982 (2001)
- Fischerspooner - Emerge (2001)
- Benny Benassi - Satisfaction (2002)
- Tiga - Hot in Herre (2003)
- Scissor Sisters - Comfortably Numb (2004)